# Myawady Football Club
O Myawady Football Club é um clube de futebol com sede em Yangon, Myanmar. A equipe compete no Campeonato Birmanês de Futebol.

## História
O clube foi fundado em 2009.